# 安来節演芸館
安来節演芸館（やすぎぶしえんげいかん、英: Yasugibushi Performing Arts Center）は、島根県安来市にある安来節などの上演を行う公演施設。

## 概要
安来節の公演施設として、観光客の誘致、伝統芸能の伝承と普及、市民への娯楽提供などを目的に、2006年（平成18年）1月15日に開館した。
建物は木造一部鉄筋コンクリート2階建てで大正時代の芝居小屋を模している。建物は2006年度（平成18年度）「優良木造施設（現木材利用優良施設等コンクール）農林水産大臣賞」、2010年（平成22年）に「第12回公共建築賞優秀賞」を受賞した。
東京都のシダックス大新東ヒューマンサービスが指定管理者となっていたが、安来市との協議が折り合わなかったため撤退し、2023年（令和5年）3月29日から休館となった。休館中、安来市は経年劣化していた空調設備などを改修した。
2024年（令和6年）5月26日、鳥取県米子市のイベント会社が指定管理者として引き継ぎ営業を再開した。
再開後は安来節の魅力発信とともに、花道や桟敷を有する施設を活かして落語や講談、能、地歌舞伎、神楽、映画などの上演も含めることとし、寄席のような機能ももつ施設として運営されることになった。

## 所在地
- 島根県安来市古川町534

## ギャラリー

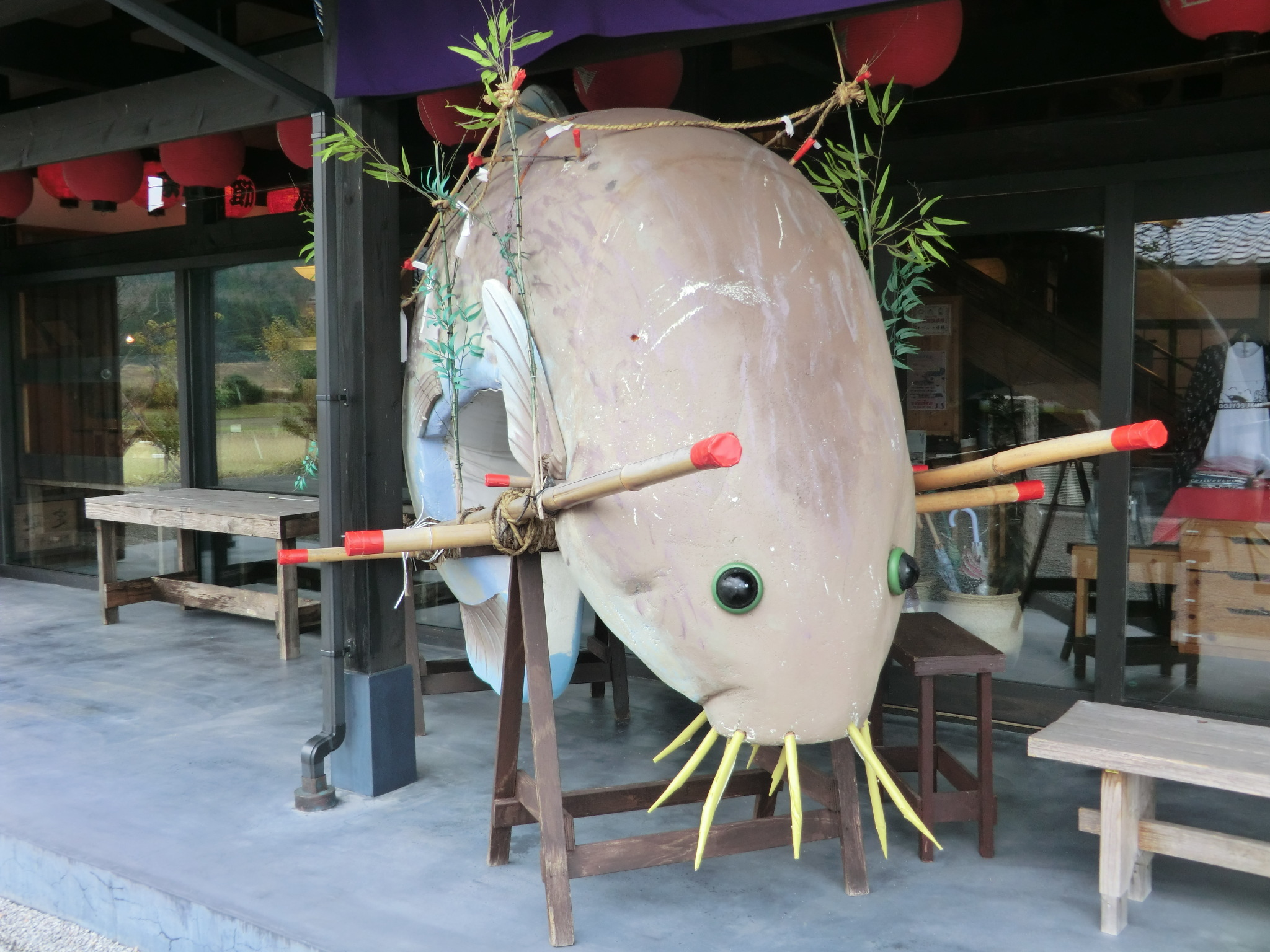
どじょうの像
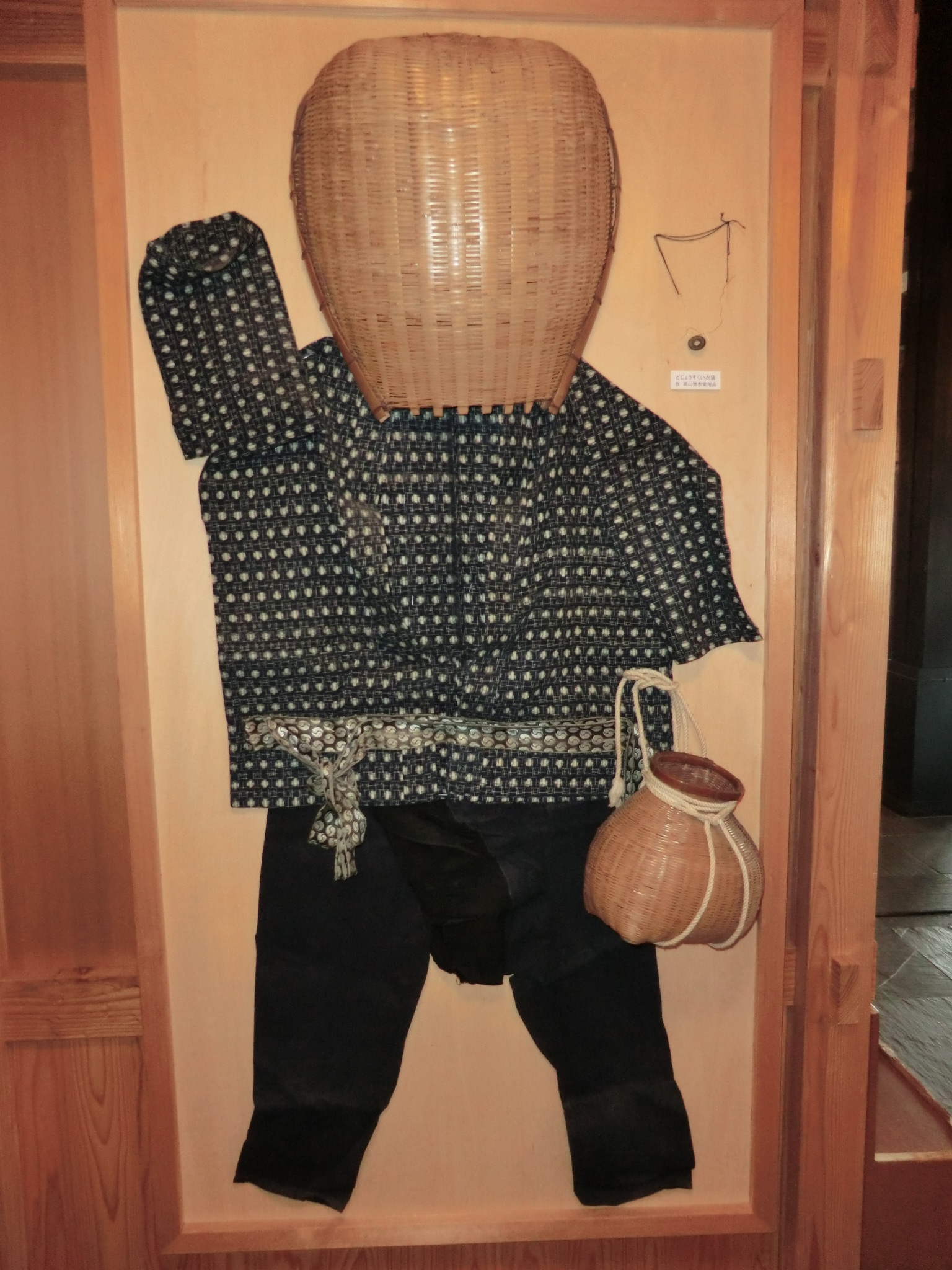
どじょうすくいの服装